# Pisarevo
Pisarevo (Bulgaars: Писарево) is een dorp in Bulgarije. Het dorp is gelegen in de gemeente Gorna Orjachovitsa in de oblast Veliko Tarnovo. Het dorp ligt hemelsbreed op ongeveer 16 km afstand van de regionale hoofdplaats  oblast Veliko Tarnovo en 207 km ten noordoosten van de hoofdstad Sofia.

## Bevolking
Tussen 31 december 1934 (1.1156 inwoners) en maart 2001 (1.097 inwoners) is de bevolking vrij stabiel gebleven. Het dorp had bij een schatting van 2020 een inwoneraantal van 740 personen. Dit waren 54 mensen (-6,8%) minder dan bij de officiële census van februari 2011. De gemiddelde jaarlijkse groei in die periode komt daarmee uit op -0,71%, hetgeen lager is dan het landelijk jaarlijks gemiddelde over deze periode (-0,63%).
| Bevolkingsontwikkeling van Pisarevo tussen 1934 en 2020 |
| ------------------------------------------------------- |
|                                                         |
| ■ Volkstellingen ■ Schatting                            |

Van de 794 inwoners reageerden er 771 op de optionele volkstelling van 2011. Van deze 771 respondenten identificeerden 503 personen zichzelf als Bulgaarse Turken (65,2%), gevolgd door 224 etnische Bulgaren (29,1%), 32 Roma (4,2%) en 12 ondefinieerbare personen (1,8%).
| Etnische samenstelling van de respondenten (2011) | Etnische samenstelling van de respondenten (2011) | Etnische samenstelling van de respondenten (2011) | Etnische samenstelling van de respondenten (2011) | Etnische samenstelling van de respondenten (2011) |
| ------------------------------------------------- | ------------------------------------------------- | ------------------------------------------------- | ------------------------------------------------- | ------------------------------------------------- |
|                                                   |                                                   |                                                   |                                                   |                                                   |
| Bulgaren                                          | Bulgaren                                          |                                                   | 29,1%                                             | 29,1%                                             |
| Turken                                            | Turken                                            |                                                   | 65,2%                                             | 65,2%                                             |
| Roma                                              | Roma                                              |                                                   | 4,2%                                              | 4,2%                                              |
| Anders/Onbekend                                   | Anders/Onbekend                                   |                                                   | 1,5%                                              | 1,5%                                              |

Van de 794 inwoners die in februari 2011 werden geregistreerd, waren er 169 jonger dan 15 jaar oud (21,3%), gevolgd door 473 personen tussen de 15-64 jaar oud (59,6%) en 152 personen van 65 jaar of ouder (19,1%).